# Mont Terror
El mont Terror de l'Antàrtida és un gran volcà d'escut, de 3.230 m d'alt i amb una prominència de 1.696 m, que forma part de l'illa Ross. Té nombrosos cons de cendra i cúpules en els flancs de l'escut i està majoritàriament sota la neu i el gel. És el segon més gran dels quatre volcans que formen l'illa de Ross i està una mica eclipsat pel seu veí, el mont Erebus, situat a 30 km a l'oest. Sir James Clark Ross, l'any 1841 li va donar el nom de Mount Terror (nom del seu segon vaixell HMS Terror). El capità del vaixell Terror va ser Francis Crozier, que era un amic íntim de Ross.

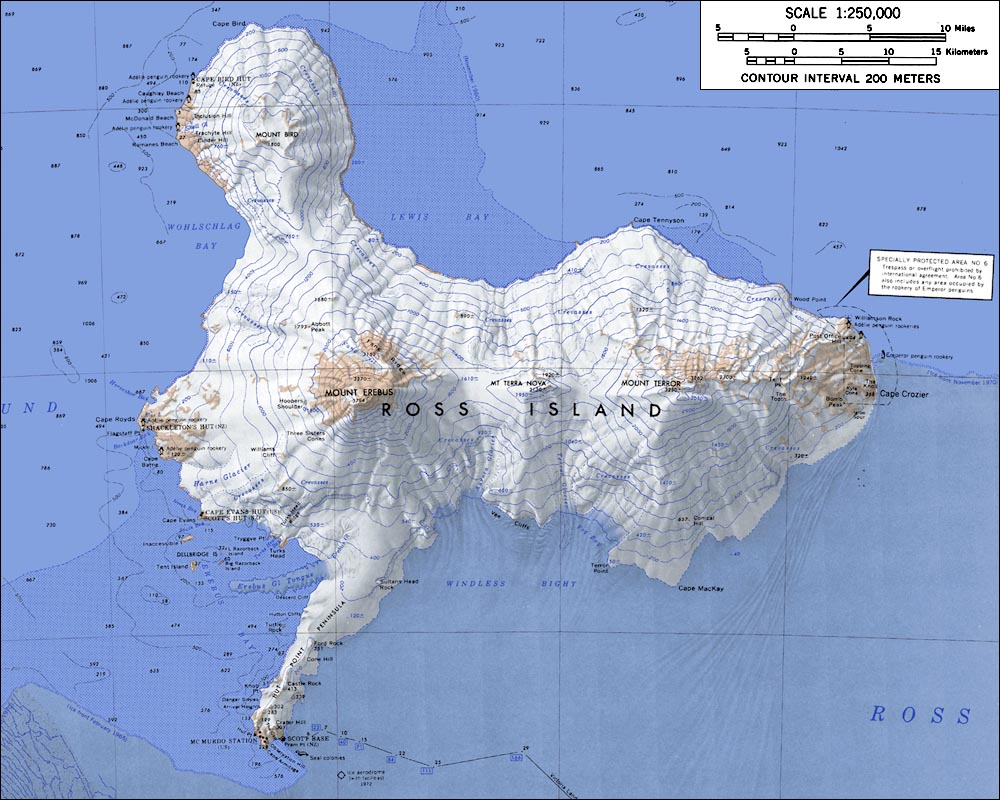
Mapa topogràfic de l'illa Ross a escala 1:250.000)

L'activitat sísmica més recent data d'entre 0,82 i 1,75 milions d'anys enrere.
La primera ascensió al mont Terror, la va fer un equip de Nova Zelanada l'any 1959.
El Punt Terror (Terror Point) (77° 41′ S, 168° 13′ E / 77.683°S,168.217°E) està situat tot just sota del mont Terror, en el límit est de la badia Boira (Fog Bay), a 6 km WNW del cap MacKay a l'illa Ross. Aquest nom li va ser donat pels membres de la British National Antarctic Expedition, el 1901–04, i aparentment s'aplica en associació amb el mont Terror que domina aquest punt des del nord-est.
La Sella Terror (Terror Saddle) (77° 31′ S, 168° 5′ E / 77.517°S,168.083°E) és una de les tres selles prominents de l'illa Ross, situada a uns 1.600 m entre el mont Terra Nova i el mont Terror.
La glacera Terror (Terror Glacier) (77° 37′ S, 168° 3′ E / 77.617°S,168.050°E) és una gran glacera entre el mont Terra Nova i el mont Terror a l'illa Ross. Flueix cap al sud dins la cala Sense vent (Winless Bight), a qui va donar el nom A. J. Heine de la New Zealand Geological Survey Antarctic Expedition (NZGSAE), 1962–63, associada al mont Terror.